# Friedrich Otto (Politiker)
Friedrich Otto (* 31. Dezember 1924 in Wittenberg) ist ein ehemaliger deutscher Politiker und Funktionär der DDR-Blockpartei National-Demokratische Partei Deutschlands (NDPD). 
Otto stammt aus der preußischen Provinz Sachsen und wurde nach der Schule zunächst Tischler und später Berufsschullehrer und Oberstudienrat. Er war stellvertretender Kreisschulrat in Lutherstadt Wittenberg. Er trat der nach dem Zweiten Weltkrieg in der Sowjetischen Besatzungszone neugegründeten NDPD bei. Bei den Wahlen zur Volkskammer war Otto Kandidat der Nationalen Front der DDR. Von 1967 bis 1981 war er Mitglied der NDPD-Fraktion in der Volkskammer der DDR.